# Yannik Oettl
Yannik Oettl (* 19. November 1996 in München; manchmal auch Yannik Öttl) ist ein deutscher Fußballtorhüter.

## Karriere
Oettl wechselte 2007 vom Türk SV Wangen in den Nachwuchs der SpVgg Unterhaching. Am 33. Spieltag der Saison 2014/2015 gab er sein Debüt für die erste Mannschaft Unterhachings bei einem 1:0-Sieg gegen Preußen Münster. In dem Spiel wurde er Felix Ruml, dem eigentlichen Vertreter des verletzten Stefan Marinovic, vorgezogen. Der FC Augsburg verpflichtete Oettl für die Saison 2015/16. Er sollte dort über die zweite Mannschaft, die in der Regionalliga Bayern spielt, an den Profikader herangeführt werden. Nach der Saison 2015/16 verließ er den FC Augsburg und war knapp ein Jahr vereinslos. Ab dem Sommer 2017 spielte er dann für das US-amerikanische Fußballteam UCF Knights der University of Central Florida. Diese verliehen Oettl im Mai 2021 erst für zwei Monate an die Ocean City Nor'easters und gaben ihn nach seiner Rückkehr fest an die Reservemannschaft des MLS-Clubs New England Revolution ab. Die Saison 2022 verbrachte er dann leihweise bei Hartford Athletic in der USL Championship und anschließend wurde er vom Ligarivalen Indy Eleven fest unter Vertrag genommen.